# Собув (район Тарнобжега)

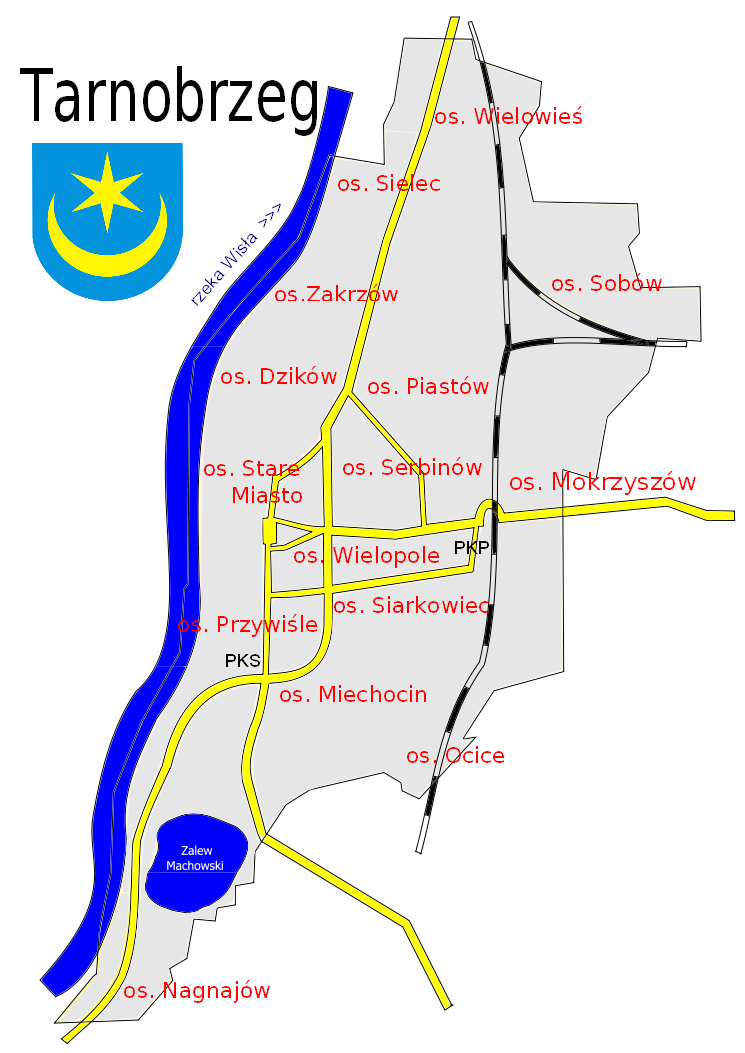
Расположение района на карте Тарнобжега, см. os. Sobów

Со́був (пол. Sobów) — район (оседле) Тарнобжега, расположенный в северо-восточной части города.

## История
Район граничит с Звежинецким лесом, тарнобжегскими районами Велёвесь, Закжувом, Сельцем и Макшишувом.
В 1887 году в районе была открыта железнодорожная станция Собув.
Собув является рабочим районом; в нём находятся различные производственные предприятия.
Недалеко от Звежинецкого леса, на улице Литовской, располагается муниципальное городское кладбище, основанное в начале 90-х годов XX столетия. На кладбище находится часовня всех святых, построенная в 2009 году.
В 1969 году в Собуве был основан католический приход Божией Матери Ченстоховской, который в 1990—1991 гг. построил новую приходскую церковь.
Транспортное сообщение с центром Тарнобжега осуществляется автобусами транспортного предприятия «MKS Tarnobrzeg» № 9 и № 14 и частными автокомпаниями.
В 1984 году в районе была основана местный спортивный клуб «Искра»
В мае 2010 года район был затоплен по причине неожиданного паводка.